# Тонсин
Тонсин (кор. 동신군?, 東新郡?) — уезд в провинции Чагандо, КНДР. Граничит с уездами Йонним и Чончхон на севере, с провинцией Пхёнан-Намдо на юге и востоке, городом Хыйчхон и уездом Сонвон на западе и юго-западе. Первоначально являлся частью города Хыйчхон, в отдельный уезд был преобразован в 1952 году в рамках общей реорганизации местного самоуправления.
На западе уезда протекает река Чхончхонган. Местность гористая, почти всю территорию уезда покрывают хребты и отроги гор Мёхян на юге и гор Чогурён на севере и востоке. Высочайшая точка — гора Уносусан (웅어수산, 2020 м).
Основа местной экономики — сельское хозяйство и лесозаготовки. 13 % уезда является пахотными землями, оставшиеся 87 % занято лесами. Основной сельскохозяйственной культурой является кукуруза. Железнодорожных путей нет. Автотрассой уезд связан с городом Хыйчхон и уездом Йонган, имеется автобусное сообщение между городами Тонсин и Хыйчхон.
В состав уезда, помимо города Тонсин, включены 14 сёл (리): Кёнхынни, Вонхынни, Йонпхённи, Сэнни, Тонхынни, Пэксанни, Сокпхённи, Яксури, Соянни, Ончхонни, Мунхвари, Суджонни, Кымсонни и Тончханни.